# Lieu de naissance
Pour un article plus général, voir Naissance.
 (septembre 2012).
Si vous disposez d'ouvrages ou d'articles de référence ou si vous connaissez des sites web de qualité traitant du thème abordé ici, merci de compléter l'article en donnant les références utiles à sa vérifiabilité et en les liant à la section « Notes et références ».

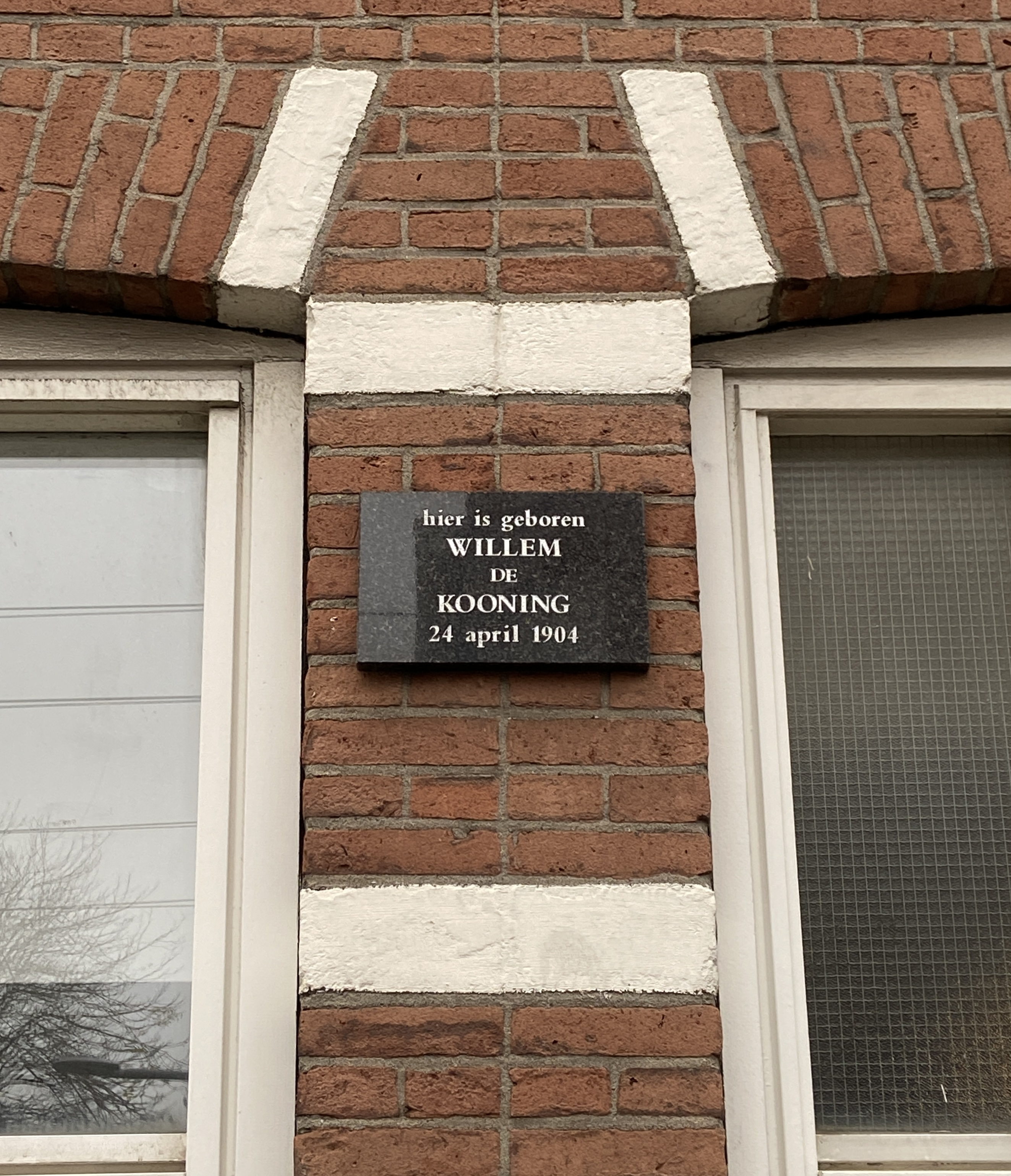
Plaque sur la façade de la maison Zaagmulderweg 11-13 à Rotterdam, où le peintre Willem de Kooning est né le 24 avril 1904.

Le lieu de naissance d’une personne désigne de façon plus ou moins précise le lieu géographique où cette dernière est née. Cette information, ainsi que le nom et la date de naissance de la personne, est souvent mentionnée sur les documents officiels. Le lieu de naissance peut être différent du lieu de résidence des parents, comme dans le cas où le bébé naît dans une maternité. Dans de nombreux pays, les lois gouvernementales obligent à déclarer l’enfant dans la division territoriale (maternité, commune, ville etc.) où a eu lieu la naissance.

## Particularités
Dans certains pays, comme la Suède depuis 1947, c’est le domicile de la mère (födelsehemort, littéralement « domicile de naissance ») qui est mentionné sur la déclaration de naissance tandis que le lieu physique de l’accouchement, tel qu’une clinique, n’est pas considéré comme important.
Parfois le lieu de naissance définit la nationalité de l’enfant, pratique appelé droit du sol ou jus soli en latin juridique. 
Souvent, la nationalité des parents est prise en compte par les lois, mais ce genre de loi connaît aussi ses limites, notamment dans les rares cas où l’accouchement a lieu dans un moyen de transport international tel qu’un avion, un train ou un bateau.